# 16未成年
《16未成年》是臺灣女子團體BY2的首張錄音室專輯、也是首張演唱專輯，於2008年7月25日推出。

## 曲目
| 曲序 | 曲名                     | 作詞          | 作曲          | 備註               |
| 01   | 好好愛^O^ （心動時刻版） | 鄭昭仁        | 李志源        | 「愛戀金誓」代言曲 |
| 02   | 不夠成熟                 | 詹予萱        | 詹予萱 蔡政勳 |                    |
| 03   | PP別黏在椅上             | Dr. Moon      | Dr. Moon      |                    |
| 04   | 發呆                     | 林怡鳳        | 陳建瑋        |                    |
| 05   | 買買買                   | Dr. Moon      | Dr. Moon      |                    |
| 06   | 愛ㄚ愛ㄚ                 | 黃淑惠 林怡鳳 | 李志源        |                    |
| 07   | 你說我說                 | 黃淑惠        | 黃淑惠        |                    |
| 08   | 仙草蜜                   | Dr. Moon      | Dr. Moon      |                    |
| 09   | 太難搞                   | 陳嘉文 林怡鳳 | 曾甜兒        |                    |
| 10   | 甜甜圈                   | 林宇中        | 曾甜兒        |                    |
| 11   | 好好愛^O^ （甜蜜真實版） | 鄭昭仁        | 李志源        |                    |

## 音樂錄影帶
1. 好好愛^O^（心動時刻版，導演：張清峰）
2. 買買買（導演：比爾賈）
3. 不夠成熟（導演：比爾賈）收錄於【BY2精選回饋2009暑假作業】
4. PP別黏在椅上（導演：大寶導）
5. 好好愛^O^（甜蜜真實版）(導演：比爾賈)收錄於【BY2精選回饋2009暑假作業】
6. 愛丫愛丫

## 專輯總覽
| 第一張專輯 16未成年 | 第二張專輯 Twins | 第三張專輯 成人禮 | 第四張專輯 90'鬧Now | 第五個作品 2020愛你愛妳 寫真 + EP | 第五張專輯 MY.遊樂園 | 第六張專輯 Cat and Mouse |